# Maatidesmus paachtun
Maatidesmus paachtun (лат.) — вид вымерших двупарноногих многоножек из семейства Chelodesmidae, единственный в роде Maatidesmus. Описан по образцу в мексиканском янтаре.

## История изучения

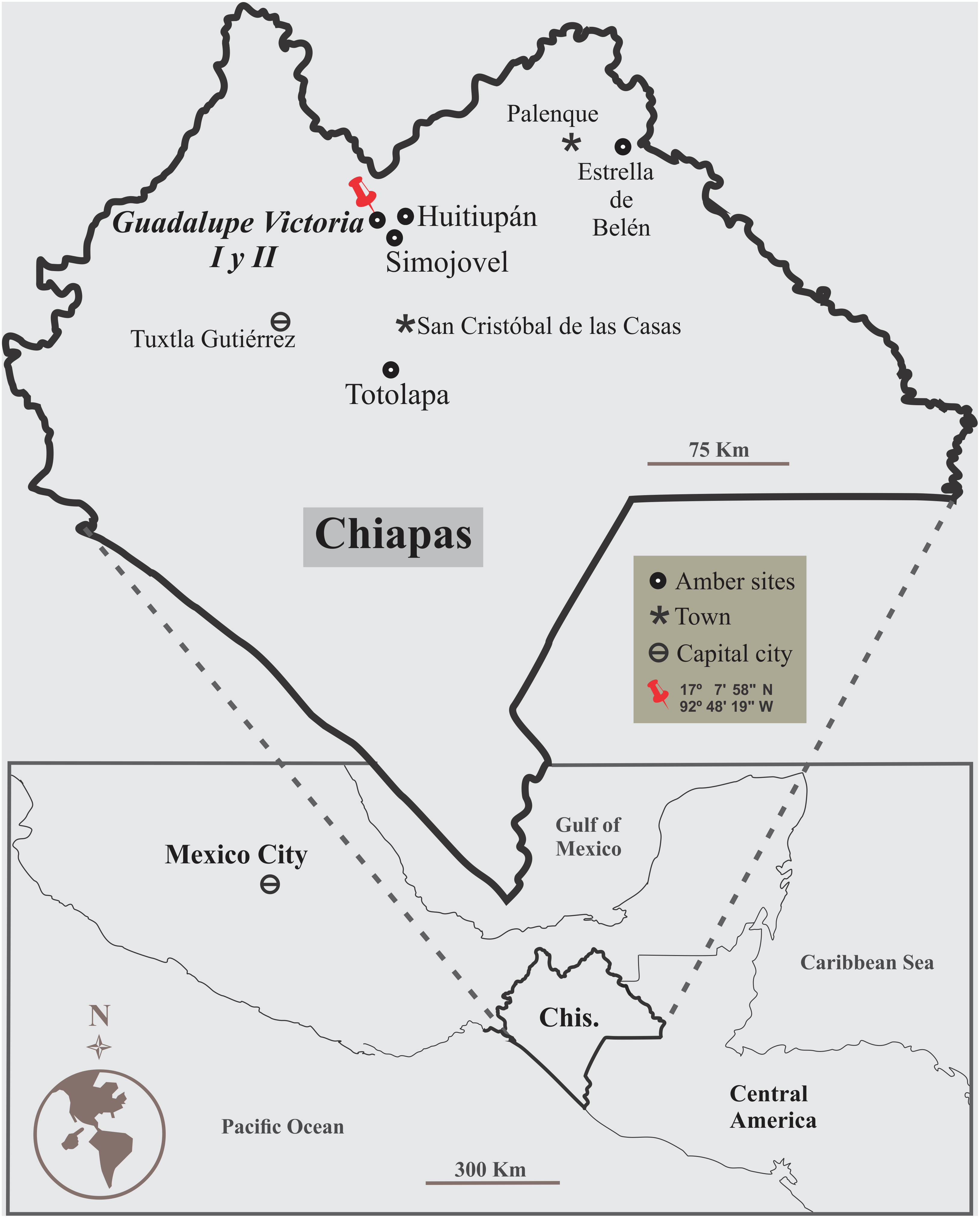
Местоположение залежей янтаря Гвадепупа Виктория I и II. Симоховель, штат Чьяпас, Мексика

Maatidesmus paachtun был описан по ископаемому образцу, обнаруженному во включении прозрачного куска мексиканского янтаря. Янтарь был найден в карьере Гваделупа и хранился в Институте Антропологии и Истории в Сан-Кристобаль-де-Ла-Касас (Симоховель, штат Чьяпас, Мексика). Возраст янтаря датируется от 15 до 23 млн лет. Отложения образовались в экосистеме мангрововых лесов на берегу реки или ручья.
Голотип ископаемой многоножки содержит полностью сохранившуюся самку. Он был изучен исследователями из Независимого университета штата Морелос и описан как новые род и вид в 2014 году. Название рода Maatidesmus появилось как комбинация слова maat, означающего янтарь на языке майя, и суффикса -idesmus, используемого для родов семейства Chelodesmidae.  Видовое название paachtun — от paach (спина) и tun (камень) на языке майя по особенностям тела и тергитов.
Кроме M. paachtun ещё два вида ископаемых многоножек были описаны по найденным в мексиканском янтаре представителям Anbarrhacus adamantis и Parastemmiulus elektron.

## Описание

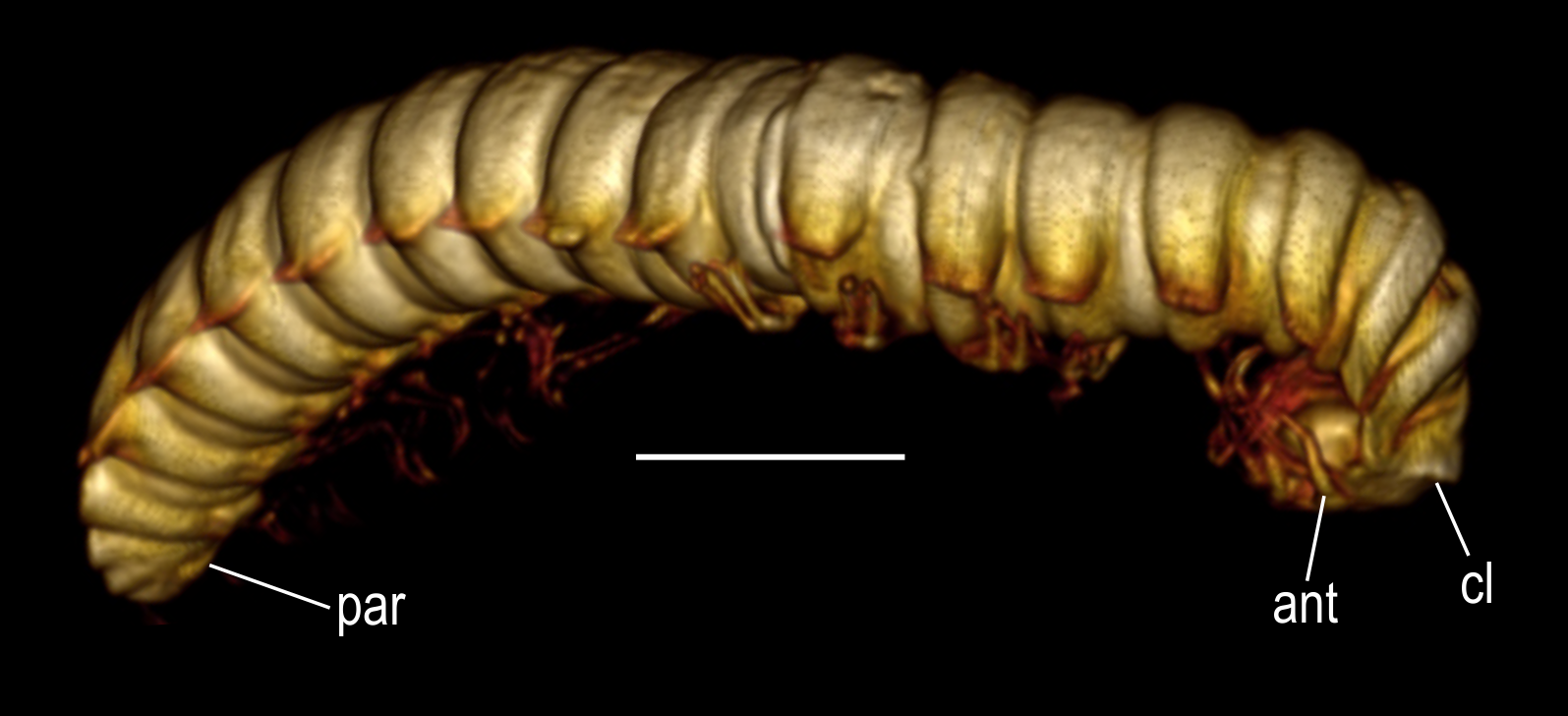
Реконструкция M. paachtun

Самка M. paachtun кремового цвета с коричневыми вкраплениями. Длина тела — 35,5 мм. Тело включает 19 сегментов и голову. Голова чуть шире, чем следующий за ней сегмент (коллум). Антенномеры 2 и 6 являются самыми длинными, а 1 и 7 — самые короткие. Сегменты расширяются от 1 до 16, затем сужаются до сегмента 19.